# Alessandro Benzoni
Alessandro Benzoni (Milano, 26 luglio 1999) è un canottiere italiano.

## Biografia
Ai mondiali di Račice 2022 ha vinto l'oro nel quattro di coppia pesi leggeri, assieme a Antonio Vicino, Niels Torre e Patrick Rocek.

## Palmarès
- Mondiali

Račice 2022: oro nel quattro di coppia pesi leggeri;
- Mondiali U23

2021: bronzo nel quattro di coppia pesi leggeri:
- Europei U23

2020: argento nel quattro di coppia pesi leggeri;